# 名川剣吉テレビ中継局
名川剣吉テレビ中継局（ながわけんよしテレビちゅうけいきょく）は、青森県三戸郡南部町に置かれていたテレビ中継局である。

## 中継局概要

### アナログテレビ放送
| チャンネル 番号 | 放送局名         | 空中線 電力         | ERP                  | 偏波面   | 放送対象地域 | 放送区域 内世帯数 | 運用開始日     |
| --------------- | ---------------- | ------------------- | -------------------- | -------- | ------------ | ----------------- | -------------- |
| 50 → 60         | NHK 青森教育     | 映像100mW/ 音声25mW | 映像780mW/ 音声195mW | 垂直偏波 | 全国         | 893世帯           | 1982年 6月22日 |
| 52              | NHK 青森総合     | 映像100mW/ 音声25mW | 映像780mW/ 音声195mW | 垂直偏波 | 青森県       | 893世帯           | 1982年 6月22日 |
| 54              | RAB 青森放送     | 映像100mW/ 音声25mW | 映像780mW/ 音声195mW | 垂直偏波 | 青森県       | 893世帯           | -              |
| 56              | ATV 青森テレビ   | 映像100mW/ 音声25mW | 映像780mW/ 音声195mW | 垂直偏波 | 青森県       | 893世帯           | 1982年 6月22日 |
| 58              | ABA 青森朝日放送 | 映像100mW/ 音声25mW | 映像780mW/ 音声195mW | 垂直偏波 | 青森県       | 893世帯           | -              |

- 所在地： 三戸郡南部町剣吉
- 2011年7月24日をもってすべて廃止された。デジタル放送については八戸局によるカバーとなった[4]。